# Ijaz Shah
Ijaz Shah ou Ijaz Ahmed Shah (en ourdou : اعجاز احمد شاہ), est un militaire et homme politique pakistanais. Espion au sein des services secrets de l'armée, l' Inter-Services Intelligence, il est directeur-général de l'Intelligence Bureau de février 2004 à mars 2008.
Élu député fédéral lors des élections législatives de 2018, il est nommé ministre de l'Intérieur dans le gouvernement d'Imran Khan le 18 avril 2019 et occupe ce poste jusqu'au 11 décembre 2020, quand il est nommé ministre du Contrôle des stupéfiants.

## Biographie
Lors des élections législatives de 2018, il est élu député fédéral sous l'étiquette du Mouvement du Pakistan pour la justice dans la deuxième circonscription de Nankana Sahib avec 30,6 % des voix, battant de peu sa rivale de la Ligue musulmane du Pakistan (N) qui obtient 29,4 %. 
D'abord ministre des affaires parlementaires dans le cabinet du Premier ministre Imran Khan, il est nommé ministre de l'Intérieur le 18 avril 2019. Présentant une santé défaillante et peu après des propos controversés sur l'assassinat de membres du Parti national Awami par le TTP, il est « rétrogradé » au poste de ministre du Contrôle des stupéfiants le 11 décembre 2020 et remplacé par Rashid Ahmed,.